# 週刊わたしのおにいちゃん
週刊わたしのおにいちゃん（しゅうかんわたしのおにいちゃん）はフィギュア（ヴィネット）が付属するブックレット作品。

## 概要
電撃萌王に連載された里見英樹の萌え系妄想商品紹介雑文『草冠のしたの太陽と月』にて考案された。私立大文字西小学校2年2組の女子児童達の日常等を描く。基本設定は大嶋優木による。略称はわたおにであるが、略称が同じである『渡る世間は鬼ばかり』と混同されないよう、週刊わたおにと呼ばれる事もある。
2004年1月17日から2月14日まで毎週土曜日に計5回発売され、その後「特別増刊号」も1冊発売されている。2004年5月20日頃には増刷もされている。企画はよつばスタジオとムービック。フィギュア製作は海洋堂の大嶋優木。発行はメディアワークス。ブックレットはフルカラー32ページ。価格はそれぞれ780円。
2004年2月17日〜3月28日まで東京都写真美術館地下1階映像展示室にて開催された『わざとこころ　日本式・アニメーションの探検』の美少女系アニメコーナーに本作も展示されていた。
なお、本稿では姉妹品として扱われる事が多いビエンナーレ第9回国際建築展日本館カタログ付録についても併載する。

## 連載内容
- 今週のおともだち - 大嶋優木
- ともだちーズ - YUG
- ビジュアルストーリー（題名は各号によって異なる） - ばらスィー
- ぜんりゃく、おにいちゃんへ - 田中久仁彦
- まとちゃん - 結城心一
- わたる世間は萌えばかり（コラム） - 里見英樹・文　ゆうの・画

## 登場キャラクター
尾道観音（おのみち みおん）
主人公的存在。身長97cmでその低身長を気にしている。
フィギュアは第1号に付属。情景は日直として黒板の文字を消している場面。上着が着脱可能。付録として特別カラーバージョンの上着が付属する。
桜木下朝日（さくらきのした あした）
スポーツ全般が得意だが、ルールに縛られるのが苦手で体育の時間は嫌い。
フィギュアは第2号に付属。情景はプールから上がる場面。
青村崎春雨（あおむらさき はるさめ）
声優に憧れている。観音が好きで、観音と仲のいい子が気に入らないらしい。
フィギュアは第3号に付属。情景は給食当番で寸胴鍋を運んでいる最中に階段で転倒し、シチューをこぼした場面。給食用の割烹着は一応着脱できるようになっており、外すと別ポーズが現れる。しかし、塗装の関係からか本体に割烹着が接着されていたため「数体つぶす覚悟がなければ脱がせられない」とまでいわれた。
宇治金時園芽（うじきんとき そのめ）
お菓子作りが好きだが、自分で食べる事はあまりない。将来の夢は観音の嫁になる事。
フィギュアは第4号に付属。情景は廊下に立たされている場面。バケツが着脱可能。
エルロン・エゾモモンガ
体を鍛えており、空手もしくは少林寺拳法と思われる格闘技をやっている。
フィギュアは第5号に付属。情景は体育の授業で水分補給している場面。ペットボトルが着脱可能。
これ以外にも、作者によってオリジナルキャラが追加されたりしていた。

### 電撃萌王 Vol.8（2003年12月23日発売）付録プレビュー版フィギュア
夢野澄香（ゆめの すみか）
当初はワンダーフェスティバル2003夏で発売の予定であったが、時間的な問題もあって萌王の付録となった。
情景は着替え中の場面。

### 特別増刊号
2004年7月30日発売。他の5誌と違い書店買い切り商品。作者が増えた他、わたおに製作秘話等が含まれている。
世多桜てとら
昼は普通の小学生、夜は正義の味方「ビター&スイート」になるという9歳。
情景はビター&スイートで、猫と共にミルクを舐めている場面。

### ヴェネチア・ビエンナーレ第9回国際建築展-日本館　出展フィギュア付きカタログ
2004年、イタリア・ヴェネツィアで開催された「ビエンナーレ第9回国際建築展」の日本館の出展物「おたく 人格=空間=都市」のカタログに付録としてフィギュアが付属するが、キャラクター設定をわたおにと同じく大文字西小2年生女子児童としているため、シリーズとして扱われる場合が多い。
著作は国際交流基金。発行は幻冬舎。価格は1200円＋税。発売日はイタリアでは2004年9月12日、国内では2004年9月30日。
新横浜ありな（しんよこはま - ）
小学2年生にして家事をそつなくこなす。父は絵本作家。名前は横浜アリーナのもじりと思われる。
情景は制服を着てランドセルを背負い秋葉原の総武線陸橋を跨ぐ場面。
トランスフォーマーに登場する自動車を踏ん付けているという指摘が有る。

## その他の執筆者
- kashmir - 全号
- ばらスィー - 全号
- 島田フミカネ - 第1号、第3号、特別増刊号
- Tony - 第2号、特別増刊号
- かんざきひろ - 第4号、特別増刊号
- ねぎしきょうこ - 第5号
- 鳴子ハナハル - 特別増刊号
- かずといずみ - 特別増刊号